# CAC Wirraway
CAC Wirraway là một loại máy bay huấn luyện và đa dụng quân sự của Úc, do hãng Commonwealth Aircraft Corporation (CAC) chế tạo giai đoạn 1939-1946. Nó được phát triển từ máy bay huấn luyện North American NA-16 của Hoa Kỳ.

## Biến thể
- CA-1 – 40 chiếc
- CA-3 – 60 chiếc
- CA-5 – 32 chiếc
- CA-7 – 100 chiếc
- CA-8 – 200 chiếc
- CA-9 – 188 chiếc
- CA-10 – phiên bản ném bom không chế tạo
- CA-16 – 135 chiếc

## Quốc gia sử dụng
Úc
- Không quân Hoàng gia Úc
- Hải quân Hoàng gia Úc - Không quân Hải quân Hoàng gia

 Anh Quốc
- Không quân Hoàng gia

 Hoa Kỳ
- Không quân Lục quân Hoa Kỳ

## Tính năng kỹ chiến thuật (CAC Wirraway)
Đặc điểm tổng quát
- Kíp lái: 2
- Chiều dài: 27 ft 10 in (8,48 m)
- Sải cánh: 43 ft 0 in (13,11 m)
- Chiều cao: 8 ft 8¾ in (2,66 m)
- Diện tích cánh: 255,75 ft² (23,76 m²)
- Trọng lượng rỗng: 3.992 lb (1.810 kg)
- Trọng lượng cất cánh tối đa: 6.595 lb (2.991 kg)
- Động cơ: 1 × Pratt & Whitney R-1340, 600 hp (450 kW)

 Hiệu suất bay 
- Vận tốc cực đại: 191 knot (220 mph, 350 km/h)
- Vận tốc hành trình: 135 knot (155 mph, 250 km/h)
- Tầm bay: 720 dặm (630 nm, 1.200 km)
- Trần bay: 23.000 ft (7.010 m)
- Vận tốc lên cao: 1.950 ft/phút (9,9 m/s)

Trang bị vũ khí

- Súng: 2 × súng máy Vickers Mk V 0,303 in (7,62 mm) và 1 súng máy Vickers GO 0.303 in (7,62 mm)
- Bom: ** 2 quả bom × 500 lb (230 kg)
  - 2 quả bom × 250 lb (110 kg)